# Adam Stefan Trembecki
Adam Stefan Trembecki (ur. 29 października 1921 w Krakowie, zm. 25 marca 2007) – profesor zwyczajny, doktor habilitowany inżynier nauk technicznych. Specjalista technologii, organizacji i ekonomiki procesów górniczych. Ostatnio sprawował stanowisko rektora Wyższej Szkoły Menedżerskiej w Legnicy.

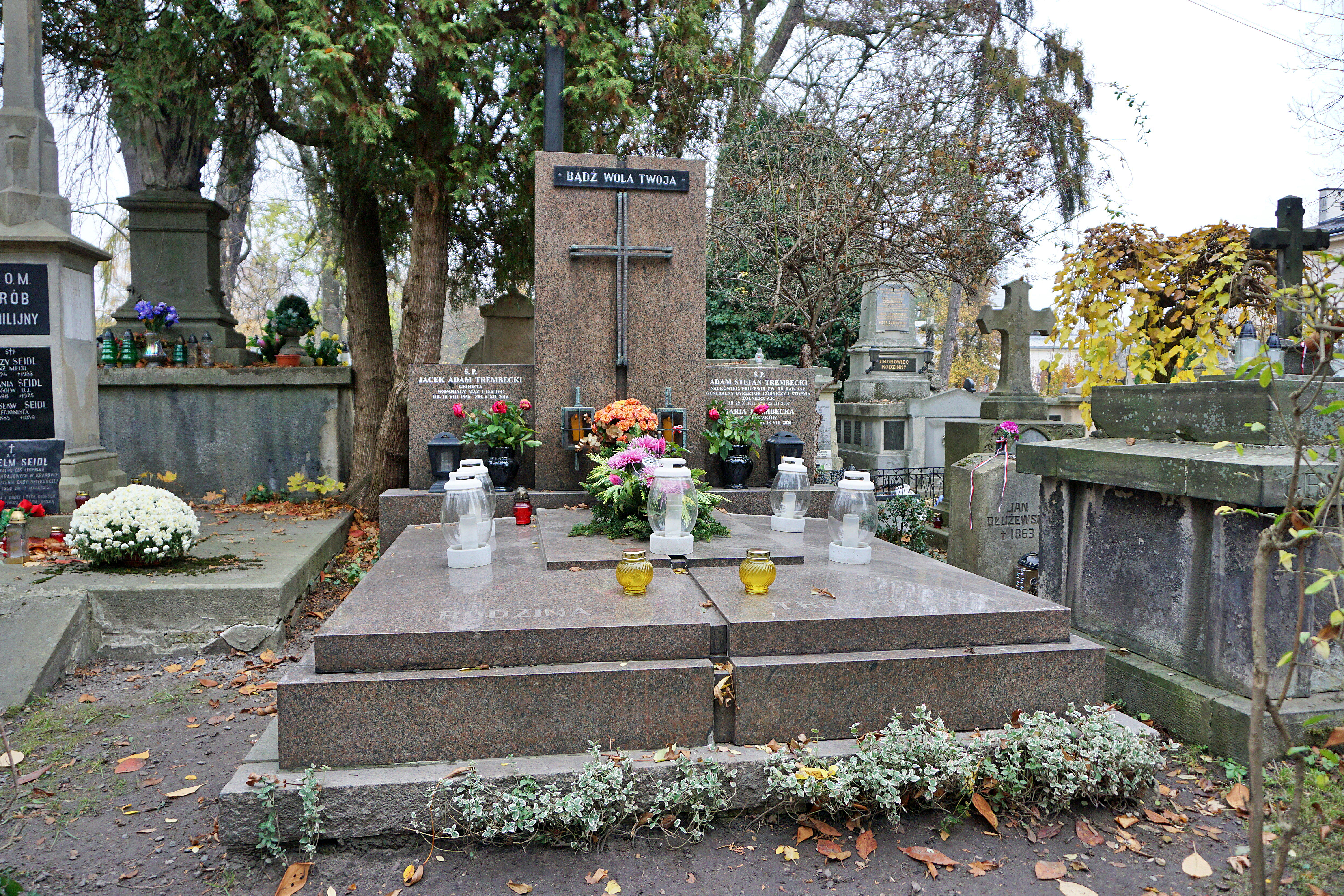
Grób prof. Adama S. Trembeckiego na cmentarzu Rakowickim (pas 1, rząd płd.)

## Wykształcenie
W roku 1944 rozpoczął studia na Akademii Górniczo-Hutniczej, które ukończył w 1948 r. uzyskując na Wydziale Górniczym z wyróżnieniem tytuł magistra inżyniera. Po studiach podjął pracę jako asystent w Katedrze Mineralogii Uniwersytetu Jagiellońskiego. Stopień doktora nauk technicznych uzyskał na Akademii Górniczo-Hutniczej w roku 1951, natomiast stopień naukowy doktora habilitowanego otrzymał na Akademii Górniczo-Hutniczej w roku 1961. W 1972 roku uzyskał stopień naukowy profesora nadzwyczajnego, a od 1977 roku posiada tytuł profesora zwyczajnego. 

## Działalność naukowa
Główne kierunki działalności naukowej prof. Trembeckiego to geologia poszukiwania złóż surowców mineralnych, technologie górnicze, ekonomia procesów produkcyjnych, organizacja procesów produkcyjnych, planowanie regionalne oraz sozologia. 

## Publikacje
W trakcie swojej działalności naukowej opublikował 210 referatów (w języku polskim, angielskim, niemieckim i węgierskim), jest autorem 3 patentów. Przez 17 lat prowadził wykłady na Uniwersytecie Wrocławskim z zakresu szacowania złóż surowców mineralnych oraz przez 5 lat wykładał na Politechnice Lubelskiej ekonomię. 
Do najważniejszych publikacji należą:
- Poradnik Górnika t. I, 1958, Wydawnictwo Śląsk, Katowice
- Zasady selektywnej eksploatacji złóż surowców mineralnych, 1966 r.
- Matematyczne metody w górnictwie, 1969 r.
- Zagrożenia wodne w górnictwie, 1973 r., Wydawnictwo Śląsk, Katowice
- Szacowanie złóż surowców mineralnych, 1974, Wydawnictwo Geologiczne, Warszawa
- Wykorzystanie majątku trwałego w produkcji przemysłowej, 1980, Wydawnictwo Ekonomiczne
- Poradnik Górnika t. IV, (współautor i redaktor), 1980, Wydawnictwo Śląsk, Katowice

## Sprawowane stanowiska i przynależność do organizacji naukowych
- Przewodniczący Komitetu Sterującego dla Przygotowania Zagospodarowania Legnickiego Zagłębia Górniczo-Energetycznego
- Profesor Katedry Górnictwa Odkrywkowego Wydziału Górnictwa i Geoinżynierii Akademii Górniczo-Hutniczej
- Rektor Wyższej Szkoły Menedżerskiej w Legnicy
- Profesor Wydziału Zarządzania i Marketingu WSM w Legnicy
- Wiceprzewodniczący Międzynarodowego Komitetu Konferencji - Zastosowanie metod matematycznych oraz komputerów w życiu gospodarczym, Belgrad 1981 r.
- Członek Międzynarodowego Komitetu Konferencji - Zastosowanie metod matematycznych i komputerów, Kijów 1988 r.
- Członek Komitetu Międzynarodowych Konferencji z zakresu Geodetyki, Praga 1996 r.
- Członek Polskiej Akademii Inżynierskiej w Warszawie - od 1995 r.
- Członek honorowy Stowarzyszenia Inżynierów i Techników Górniczych - 1996 r.
- Członek honorowy Towarzystwa Naukowego Organizacji i Kierownictwa w Warszawie - 1997 r.
- Przewodniczący Komisji Nauk Organizacji i Zarządzania KO PAN - 1996 r.
- Komisja Pojednawcza w AGH 1990-1996 r.
- Członek prezydium Wojewódzkiego Oddziału NOT w Krakowie - 1990-1996 r.
- Członek zarządu Światowego Związku Żołnierzy Armii Krajowej Dz. Krowodrza w Krakowie - 1997 r.

## Odznaczenia[1]
- Nagrody resortowe I i II stopnia
- Krzyż Oficerski Orderu Odrodzenia Polski
- Krzyż Kawalerski Orderu Odrodzenia Polski
- Złoty Krzyż Zasługi
- Srebrny Krzyż Zasługi
- Medal Komisji Edukacji Narodowej
- Medal 40-lecia Polski Ludowej